# Киселите, Мария Викторовна
Мария Викторовна Киселите (13 февраля 1988, Олонец, Карельская АССР) — российская футболистка и игрок в мини-футбол, вратарь. Мастер спорта России международного класса.

## Биография
Воспитанница ДЮСШ города Олонец, где занималась мини-футболом. Вызывалась в юниорские сборные России. В юном возрасте была замечена петербургскими специалистами и приглашена в команду «Нева». В 2005 году в первой половине сезона 17-летняя футболистка выступала в составе «Невы» в высшем дивизионе России по большому футболу, приняла участие в 5 матчах, из них только в одном вышла в стартовом составе. Её команда стала безнадёжным аутсайдером турнира, проиграв все матчи.
Также выступала на профессиональном уровне в мини-футболе и футзале. Участница чемпионата Европы 2004 года в Чехии в составе взрослой сборной России.
В 2009 году в составе футзального клуба «Искра» стала серебряным призёром Кубка России, отразила несколько пенальти и была признана лучшим голкипером турнира.
В дальнейшем выступала за любительские клубы Санкт-Петербурга по футболу, мини-футболу и пляжному футболу.
Окончила Национальный государственный университет физической культуры, спорта и здоровья имени П. Ф. Лесгафта. Работает в органах МВД.